# Misr-Moschee
Die Misr-Moschee, auch Große Moschee genannt, ist ein religiöses und architektonisches Wahrzeichen in der Neuen Verwaltungshauptstadt im Gouvernement Kairo, Ägypten. Sie bietet Platz für über 100.000 Menschen und ist damit die größte Moschee in Ägypten und ganz Afrika. Die Misr-Moschee ist Teil eines größeren Kulturzentrums, dem islamischen Kulturzentrums Ägyptens, auf einer Fläche von 467.000 Quadratmetern.
Nach seiner Fertigstellung erhielt das Kulturzentrum drei internationale Zertifikate des Guinness World Records. Dazu zählen die größte handgefertigte Holzkanzel der Welt mit einer Höhe von 16,6 Metern und der größte und schwerste Kronleuchter der Welt.

## Geschichte
2015 wurde das Konzept für Ägyptens neue Hauptstadt vorgestellt. 2019 wurden die ersten großen religiösen Gebäude der neuen Stadt, die Al-Fattah al-Aleem-Moschee und eine koptisch-orthodoxe Kathedrale, fertiggestellt. Anfang 2021 wurden Pläne für den Bau der Masjid Misr, einer noch deutlich größeren Moschee mit angehörigem Kulturzentrum, bekannt gegeben. Der ägyptische Präsident Abdel Fattah el-Sisi eröffnete das Islamische Kulturzentrum offiziell im März 2023.

## Architektur
Die Moschee befindet sich im repräsentativen neuen Regierungsviertel der Neuen Hauptstadt. Zu dem Komplex gehören die Große Moschee, eine Bibliothek, ein islamisches Museum, ein Konferenzzentrum, Festsäle, Unterrichtsräume, Einzelhandelsgeschäfte und ein siebenstöckiges Parkhaus mit Platz für 3.000 Autos. Als Bauherr fungierte das Unternehmen Arab Contractors und die Projektkosten beliefen sich auf 45 Millionen US-Dollar.
Die Große Moschee in Ägypten wurde von der Landschaft des Nildeltas beeinflusst, um moderne Designmerkmale mit traditionellen islamischen Architekturaspekten zu verbinden. Das äußere Design der Moschee ist einer blühenden Lotusblüte nachempfunden. Im Inneren finden sich Kalligrafien, geometrische Muster und andere typische Stilelemente islamischer Architektur.
Die Moschee wird von zwei Minaretten flankiert, die sich 140 Meter über den oberen Innenhof erheben, und umfasst sechs Säle, darunter die zentrale Gebetshalle. Die zentrale Stahlkuppel hat einen Durchmesser von 29,5 Metern. Diese Moschee hat drei Rekorde gebrochen: Sie besitzt den größten Kronleuchter der Welt mit einem Durchmesser von 22 Metern, den schwersten Kronleuchter mit einem Gewicht von 24.300 kg und die höchste Kanzel der Welt mit 16,6 Metern. Mit 12.000 Plätzen in der Hauptgebetshalle, 40.000 in der oberen Halle und 55.000 in der unteren Halle bietet die 19.000 Quadratmeter große Moschee Platz für 107.000 Gläubige.
Die Moschee hat zwei Ebenen mit drei Haupteingängen und einem vierten für den Gottesdienst. Die erste Ebene ist 20 Meter hoch, während die zweite Ebene die Spitze der Kuppel in 57 Metern Höhe erreicht. Auch die Ost- und die Westhalle haben getrennte Kuppeln. Die unteren und oberen Höfe der Moschee sind durch Dienstleistungsgebäude und ein kommerzielles Kulturzentrum verbunden. Umhüllt wird die Moschee von weißem Marmor. Es gibt zwei Arkaden im Osten und im Westen.